# Ediolomo
Ediolomo est un village de la commune de Bokito, dans le département du Mbam-et-Inoubou (région du Centre, Cameroun). Il est situé à environ 11 km de Bokito, 32 km de Bafia et 152 km de Yaoundé,.
En 2024, le chef du village est Magellan Omoulolo.